# Barrio el Cerrillo
Barrio el Cerrillo är en ort i Mexiko.   Den ligger i kommunen Villa Victoria och delstaten Mexiko, i den sydöstra delen av landet, 90 km väster om huvudstaden Mexico City. Barrio el Cerrillo ligger 2 574 meter över havet och antalet invånare är 499.
Terrängen runt Barrio el Cerrillo är kuperad åt nordost, men åt sydväst är den platt. Runt Barrio el Cerrillo är det ganska tätbefolkat, med 166 invånare per kvadratkilometer. Närmaste större samhälle är Villa Victoria, 4,8 km söder om Barrio el Cerrillo. Trakten runt Barrio el Cerrillo består till största delen av jordbruksmark.